# 鷲見氏

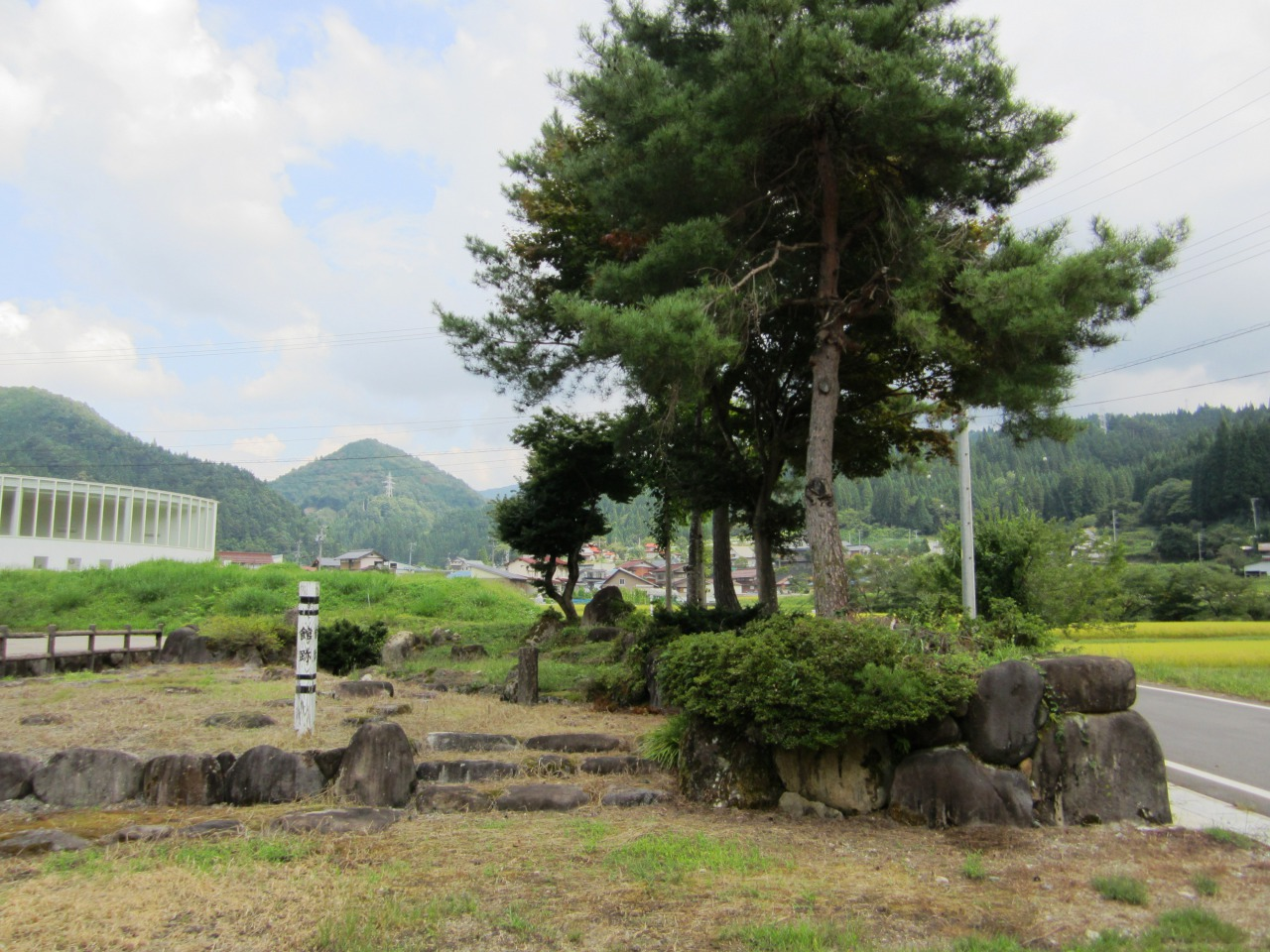
鷲見氏居館城跡（岐阜県郡上市高鷲町）

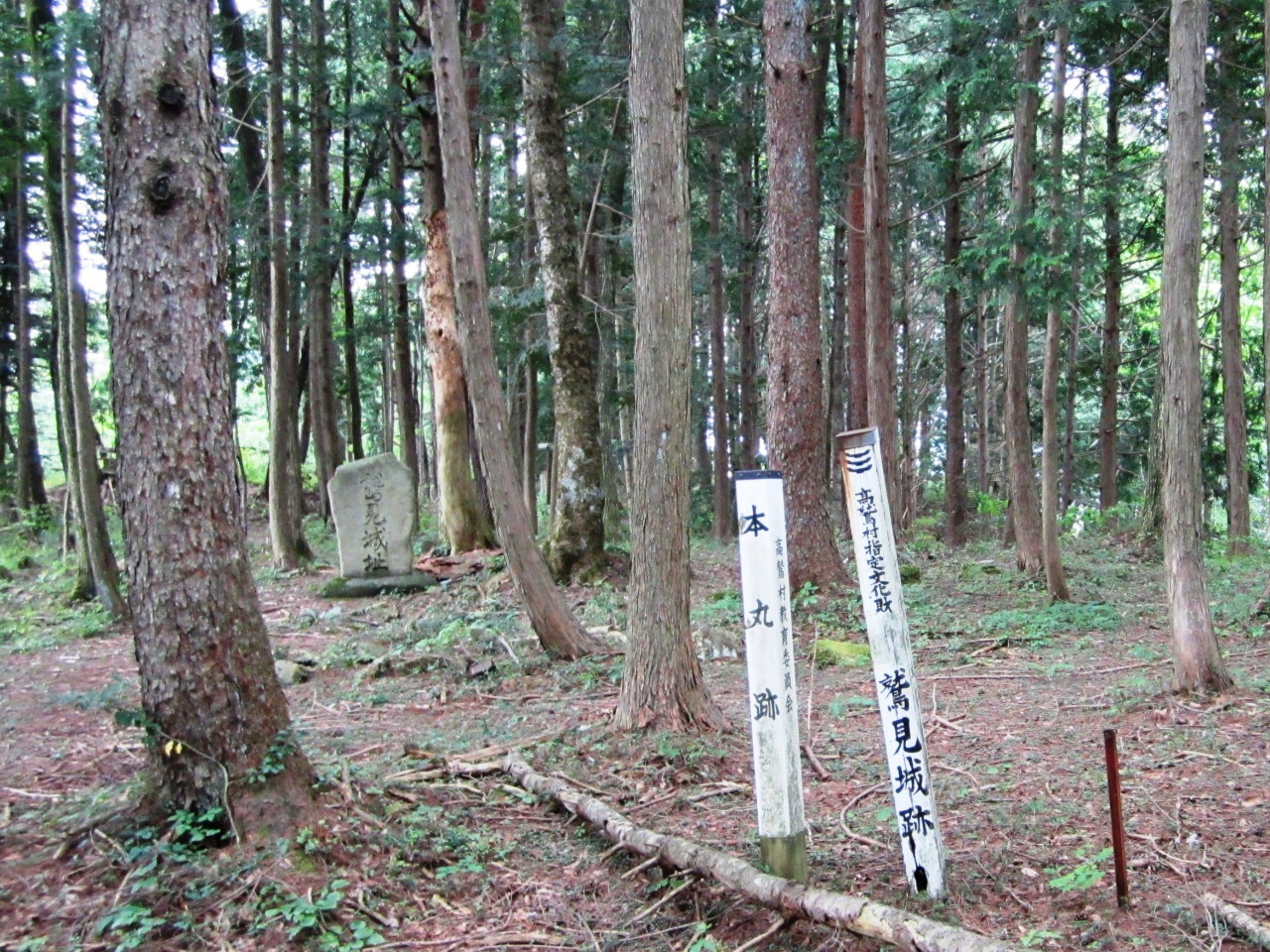
鷲見城址本丸跡（岐阜県郡上市高鷲町）

鷲見氏（すみし）は、日本の氏族の一つ。美濃国郡上郡鷲見郷の国人領主。通字は「保」。

## 概要
藤原北家房前の家系より出た頼保を祖とする。伝承によると、美濃の山間に人々に危害を及ぼす大鷲が棲息することが順徳天皇の耳に達し、頼保は命により郡上郡雲ヶ嶽（現・鷲ヶ嶽）で大鷲2羽を退治して、朝廷から鷲見姓を許され、美濃国芥見荘鷲見郷を永代下賜されたという（鷲狩り伝説）。頼保は同地に向鷲見城を築き、元久元年（1204年）に死去した。
頼保の孫の家保は、鎌倉幕府の御家人として相伝の所領を安堵され、承久3年（1221年）の承久の乱では幕府方に従軍して、地頭職を安堵（あんど）された。家保の子の保吉と諸保は、弘安8年（1285年）に大番役に任じられている。なお、同じく承久の乱で功を挙げた下総国の東胤行が、近隣の郡上郡山田庄の新補地頭となっている。
元弘3年（1333年）の鎌倉幕府倒幕戦には、保吉の孫・忠保が足利尊氏に従軍し、近江国馬場前山で戦った。南北朝時代には、鷲見氏は美濃守護土岐氏と共に足利方で南朝と戦った。忠保は南朝方の王討伐に功を挙げている。南北朝時代が鷲見氏の最も活躍した時期で、当時の鷲見氏の所領は、鷲見郷八ケ村に東前谷、越前穴馬の一部、牛道郷の一部に及び、その威勢は近隣に響いていた。忠保の子干保（禅峰）は、土岐康行の乱で康行討伐に功を挙げ、管領斯波義将より郡上郡鷲見郷・河西・河東の地頭職をそれまでと同様に安堵された。武勇に優れた干保は、歴代当主のなかでも特に傑出した武将であり、鷲見氏の全盛時代であった。
干保の孫・行保の次男美作守保重（直重）は、美濃守護土岐成頼の武将として転戦し、山県郡北野その他5郡2村落にわたる領地を得、鷲見氏のそれを尾張国の一部をも含む18万石にまで拡大させた。文明10年（1478年）、保重は鷲見城を弟の大学助保兼にゆずり、新たに北野城を築き自ら城主となった。保重は永正7年（1510年）に美濃守護代斎藤利良と不和になって攻められ、自刃した（享年53）。その後、美濃守護土岐政房が、保重の子・保定を再度北野城主にした。しかし、永正14年（1517年）に斎藤利良が土岐政頼を立てて土岐政房・頼芸と争った際、保定は政房方で戦って討死した。この時、保重の次男直保と三男保光は高富に追われたものの、翌永正15年（1518年）8月に土岐政房が勝利し、直保が北野城主となった。
一方、鷲見城主としての鷲見氏の勢力は次第に衰えた。東氏と争って破れ、ついにはその旗下となって、居城も阿千葉城に移った。天文10年（1541年）、東常慶が阿千葉城の鷲見貞保を攻め、激戦の末に貞保は自刃。鷲見郷領主としての鷲見氏はここに滅亡した。貞保の遺児千代丸は老臣・餌取広綱に背負われ武儀郡西牧谷に逃げ落ち、成人して兵助と改め、永禄2年（1559年）ごろ織田信長に家の再興を願い出たのが聞き入れられ、信長の要請を受けた八幡城主遠藤盛数に大嶋村を与えられて正保と名乗り、大嶋鷲見氏の祖となったという。また、貞保の家臣・鷲見蔵人は、本巣郡外山の地に逃れ土着した。その後は信長に仕え、戦功を認められた蔵人は、外山九ヶ所村の守護を命ぜられ、永禄11年（1568年）に外山城を築き居城とした。しかし織田信長が本能寺の変で没すると、蔵人は同地で帰農したという。
北野城主の直保は政房・頼芸に仕え、天文16年（1547年）に斎藤道三が大桑城の頼芸を攻めると、奮戦の末討死した。代わって直保の従兄弟・忠直が鷲見家を嗣ぎ、北野城主となり道三に仕えた。道三と嫡男義龍が争った際は道三を一時北野城に迎え入れるなどしたが、弘治2年（1556年）の長良川の戦いで道三は討死し、忠直もこのときに戦死した。直保の弟保光は、この戦いに義龍側で参加し、義龍の死後は龍興に仕えた。
永禄10年（1567年）に信長が稲葉山城を攻めて龍興が敗走すると、保光は子の定重と共に郡上に逃れた。以後、保光は元鷲見城主の叔父・保兼の養子となり、遠藤慶隆（盛数の子）らに仕えた。この時期に鷲見氏は遠藤氏の家臣として八幡城下に屋敷を構え、鷲見城は松下五左衛門が在城している。
天正13年（1585年）に金森長近が行った飛騨征伐で、遠藤慶隆も従軍することとなった。この際に保光は、三木氏（姉小路氏）の軍勢と飛騨国白川郷で交戦し討死を遂げた。なお、鷲見城の現地案内板には「飛騨の金森五郎八入道の越前攻略の時に、攻撃を受け、城主・鷲見保光が戦死、落城した。」と記載されているが、当時の保光は鷲見城主ではなく、金森氏と敵対したわけでなく従軍しているのであり、内容に矛盾がある。
一門の保義（忠左衛門）は、慶長5年（1600年）、関ヶ原の戦いの前哨戦の一つである八幡城の合戦にて討死した。
美作守保重の玄孫・正保は小早川秀秋に仕え、備前岡山にて350石を領した。しかし秀秋没後病を得、高富に帰り承応元年（1652年）に没した。正保の子孫は代わって備前に入った池田氏に仕え、池田氏が山陰へ移封されると、米子城において鳥取藩に仕えた。
なお、江戸時代後期の高鷲の豪農で、鷲見忠左衛門保隆（1746年 - 1823年）という人物がいるが、上記の鷲見氏とは家系上のつながりはないとされる。

### 主な居城
- 鷲見城（向鷲見城）……14代426年間居城。郡上市高鷲町大鷲。
- 北野城……4代76年間居城。岐阜市北野東。
- 阿千葉城……2代63年間居城。郡上市大和町剣字桃ヶ洞。

### 関連寺社
- 鷲見神社……鷲見城西の丸跡に存在し、初代頼保が祀（）られている。山県市高富にも頼保を祀った同名の神社がある。
- 八幡神社 (郡上市八幡町) ……鷲狩り伝説時に頼保が、長良川で「八幡」の文字が浮かび上がる鷲の羽根を発見し、村人にそれを神体として祀るよう伝えたのが由緒と伝わる。
- 広厳寺 (山県市)……鷲見氏の菩提寺。鷲見直保・保光開基。毎年秋に「鷲見祭り」を行い先祖の供養をしている。
- 大智寺 (岐阜市)……鷲見保重開基。

## 系譜
```
                            
家保

 　　　                       ┃
                            頼保
 　　　                       ┃
                            重保
 　　　                       ┃
                            家保
                      ┏━━━┫
                 　　諸保    保吉
 　　　                       ┃
                            長保
                      ┏━━━┫
                 　　保憲    忠保
 　　　                       ┃
                            干保
 　　　                       ┃
                            氏保
 　　　                       ┃
                            行保
 ┏━━━━┳━━━━━┳━━━┫
保房      保兼      保重　　　保照
 ┃　  ┏━━━┳━━━┫ 　   ┃
忠直   保光   直保   保定   　貞保
 　　　                       ┃
                            正保
```